# 訴諸智能
訴諸智能（appeal to psychology）是一種訴諸人身謬誤，係主張某人的智能不足、心智狀態不穩定等，而推斷其論證無效。
一個例子是「當遭逢親人被殺的不幸時，高智商的人會想探究問題的起因，進而改善社會；低智商的人則會高喊殺人者死才是正義，他們只是想享受以暴制暴的快感而已。」進而暗示藉由「殺人者死」實現正義的想法是低智商的人提出的，因而不是正確的。

## 示例
例一
「這想法太瘋狂了！你需要檢查你的腦袋！」
例二
尼采有精神崩潰，生命的最後十年都處於瘋狂狀態。因此他的哲學是錯誤、危險的。
例三
你是男生卻支持女權，你是智商有問題嗎？